# Пыстогово
Пыстогово — деревня в Кочёвском районе Пермского края. Входит в состав Большекочинского сельского поселения. Располагается северо-восточнее районного центра, села Кочёво. Расстояние до районного центра составляет 13 км. По данным Всероссийской переписи населения 2010 года, в деревне проживало 80 человек (47 мужчин и 33 женщины).

## История
По данным на 1 июля 1963 года, в деревне проживало 194 человека. Населённый пункт входил в состав Большекочинского сельсовета.